# حمص (نبات)
الحِمَّص أو الحِـمِّص (الاسم العلمي: Cicer) هو جنس نباتي يتبع فصيلة البقولية من رتبة الفوليات. من أشهر أنواعه الحمص الشائع أو الحِـمّص المعروف.